# Пиччирилло, Лиза
Лиза Мари Пиччирилло (родилась в 1990 или 1991) — американский математик, работает в области геометрии и маломерной топологии. В 2020 году Пиччирилло опубликовала математическое обоснование в журнале «Annals of Mathematics», которое определяло, что узел Конвея — это не гладко срезанный узел, что стало ответом для нерешённой ранее проблемы в теории узлов, которая впервые была представлена 50 лет назад британским математиком Джоном Конвеем.
В июле 2020 года она стала ассистентом профессора математики в Массачусетском технологическом институте.

## Ранние годы
Лиза Пиччирилло выросла в Гринвуде, штате Мэн и посещала Telstar Regional High School в Бетеле, штате Мэн. Её мать была учительницей математики в средней школе.
В детстве у Лизы было много хобби, включая верховую езду (выездку), участие в церковной молодёжной группе, школьном кружке драмы и школьной группе.

## Образование
Пиччирилло получила степень бакалавра наук в области математики в Бостонском колледже в 2013 году и степень доктора философии в области маломерной топологии в Техасском университете в Остине под руководством Джона Эдвина Люке в 2019 году, за которой последовало постдокторская исследовательская работа в Университете Брандейса.
Профессор Бостонского университета Элисенда Григсби назвала креативность Пиччирилло одной из главных причин её успеха и добавила, что Пиччирилло не попадала под определение «типичного золотого ребёнка математического гения» в начале её высшего образования.

## Работа

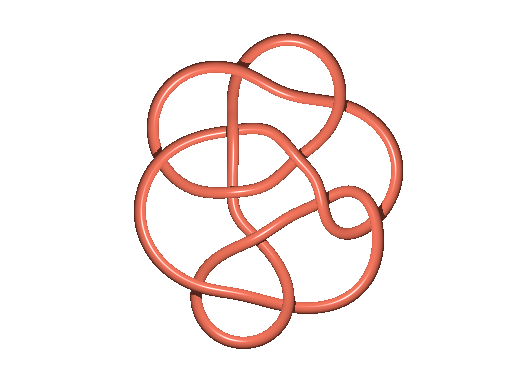
Узел Конвея

Узел Конвея был назван в честь его первооткрывателя, английского математика Джона Хортона Конвея, который впервые написал об этом узле в 1970 году. В 1980-х годах было установлено, что узел Конвея топологически срезан; однако природа его «среженности», а также то, является ли он «гладким разрезом» (то есть является ли он разрезом узла более высокой размерности), ускользала от математиков в течение полувека, что сделало его давней нерешенной проблемой в теории узлов.
Работа Пиччирилло над узлом Конвея завершила классификацию срезанных узлов, у которых имеется до 13 пересечений, поскольку узел Конвея оставался единственным выдающимся узлом в этой группе, который был полностью неклассифицирован.

Впервые Пиччирилло узнала о задаче узла Конвея в 2018 году на конференции по низкоразмерной топологии и геометрии. В то время она была аспиранткой и провела меньше недели, работая над узлом в свободное время, чтобы «понять, что такого сложного в этой задаче», прежде чем нашла ответ:
Думаю, на следующий день, а это было воскресенье, я просто начала играться с подходами для развлечения и немного поработала над ним по вечерам, чтобы понять, что должно быть сложного в этой задаче.
Ещё до конца недели у Пиччирилло был ответ: узел Конвея не является «срезом». Через несколько дней она встретилась с Камероном Гордоном (математиком), профессором Техасского университета в Остине (старшим топологом), и вскользь упомянула о своем решении. В своем интервью журналу Quanta Magazine она описала свое общение с Гордоном следующим образом:
А на следующей неделе у меня была встреча с Камероном Гордоном, старшим топологом в моем отделе, по другому поводу, и я упомянула ему об этом. Он такой: «Правда? Ты показал, что узел Конвея не разрезной?». Типа, покажи. А потом я начал выкладывать это, и он начал задавать подробные вопросы, и в какой-то момент он очень разволновался.
Лиза Пиччирилло в том же интервью отметила, что тот факт, что эта задача до сих пор не решена, был «совершенно нелепым». Как она выразилась:
Ну, я просто думала, что это совершенно нелепо, что мы не знаем, является ли этот узел срезным или нет. У нас было много инструментов для решения подобных задач, поэтому я не понимала, почему для какого-то 11-крестообразного узла это так сложно.
Вслед за этим она сказала:
Меня это очень удивило. Я имею в виду, что это всего лишь один узел. Вообще, когда математики что-то доказывают, мы любим доказывать очень широкие, общие утверждения: Все объекты, подобные этому, обладают каким-то свойством. А я доказала, что у одного узла есть свойство. Меня не волнуют узлы. А вот трех- и четырехмерные пространства меня волнуют. И оказалось, что, когда хочешь изучать трех- и четырехмерные пространства, ты все равно изучаешь узлы.
The Washington Post сообщили, что её доказательство «было превознесено из-за его математической красоты, а её работа могла бы указать на новые способы понимания узлов».
После публикации доказательства Пиччирилло в «Annals of Mathematics», ей предложили постоянный контракт преподавателя в Массачусетском технологическом институте, который начинался через 14 месяцев после окончания её докторской работы.

## Признание
В рамках Breakthrough Prize в 2021 году Пичирилло была награждена одной из трёх премий Maryam Mirzakhani New Frontiers Prize присуждаемых за достижения женщины-математика в начале карьеры. Двумя другими победительницами стали Нина Холден и Урмила Махадев.
Она также получила стипендию Clay Research Fellowship 2021 года за «работу в области низкоразмерной топологии» и стипендию Sloan Research Fellowship 2021 года.
Британский журнал Prospect также включил её в число «50 лучших мыслителей мира эпохи Ковид-19».